# 오르도스 문화

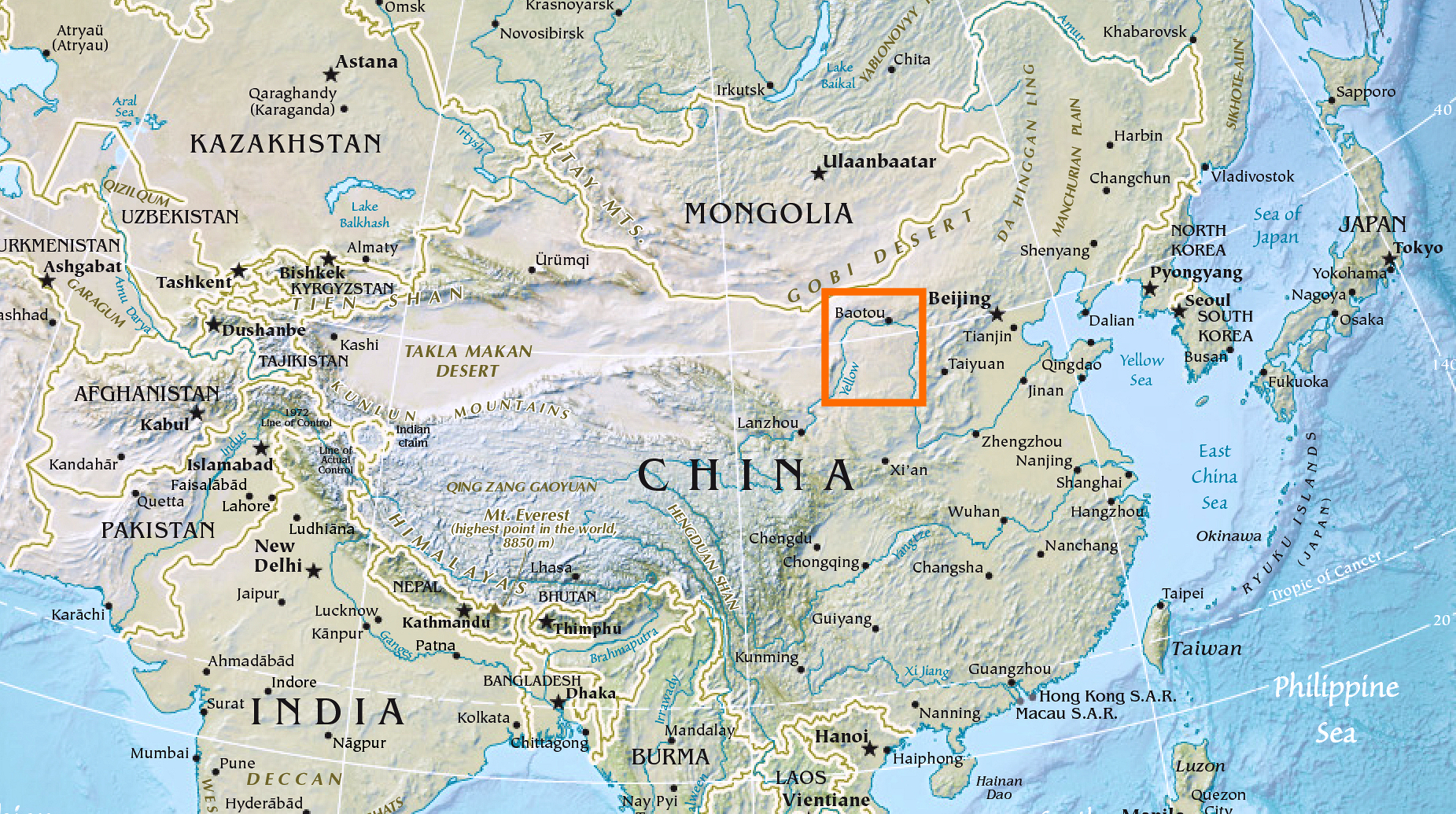
오르도스 문화권의 위치

오르도스 문화(Ordos culture)는 내몽골의 오르도스고원에서 번성한 기원전 8세기 ~ 기원전 2세기의 고고학적 문화이다.  청동기 시대부터 철기 시대 초에 걸친다. 스키타이-시베리아 양식의 예술품이 다수 발견되며 이는 사카족 등 인도유럽계 또는 다른 시베리아계의 유라시아 유목민족의 영향을 반영하는 것으로 보인다. 오르도스 지역은 이후 흉노의 영향권에 들어갔다가 한-흉노 전쟁 이후 한나라에 점령되었다.

## 같이 보기
- 흉노
- 오르도스고원